# Wielki Klin
Wielki Klin (słow. Veľký Klin, 1552 m) – niewybitny szczyt w grzbiecie Redykalni w słowackich Tatrach Zachodnich. Odchodząca od Zuberskiego Wierchu w północnym kierunku Redykalnia oddziela Dolinę Przybyską od Doliny Wolarskiej. Szczytowe partie Wielkiego Klina i górna część grzbietu Redykalni były dawniej trawiaste i wypasane, należały do Hali Redykalnia. Trawiaste obszary zaznaczane są jeszcze na mapach, jednak obecnie zarosły już niemal całkowicie kosodrzewiną.